# Athlītikos Gymnastikos Syllogos Asteras Tripolīs
L'Athlītikos Gymnastikos Syllogos Asteras Tripolīs (in greco Αθλητικός Γυμναστικός Σύλλογος Αστέρας Τρίπολης?) è una società calcistica greca con sede nella città di Tripoli nel Peloponneso. Oggi milita nella Super League.
La squadra è sicuramente la migliore di tutta l'Arcadia, specialmente in termini di supporto finanziario, settore giovanile. Inoltre è la squadra più famosa della regione.

## Storia
La società fu fondata nel 1931. Dopo due fusioni e vari scioglimenti nel corso degli anni, il club, nella sua attuale forma, esiste dal 1978. L'Asteras fu uno dei membri fondatori della B Ethniki (la seconda divisione greca) nel 1962-1963.
Il 12 maggio 2007 l'Asteras, piazzandosi al primo posto in Beta Ethniki, guadagnò la promozione alla Super League per la stagione 2007-2008. Fu quella la prima storica promozione in massima serie.
Nella stagione 2014-2015 partecipa per la prima volta ad una coppa europea, giocando l'Europa League (in cui giunge alla fase a gironi dopo il superamento di due turni preliminari) dopo il quinto posto nella precedente edizione del campionato greco.

## Organico

### Rosa 2024-2025
Aggiornata al 6 marzo 2025.
| N. |                                 | Ruolo | Calciatore                      |
| -- | ------------------------------- | ----- | ------------------------------- |
| 1  | Grecia (bandiera)               | P     | Nikolaos Papadopoulos           |
| 2  | Spagna (bandiera)               | D     | Rubén García                    |
| 3  | Grecia (bandiera)               | D     | Diamantīs Chouchoumīs           |
| 5  | Bielorussia (bandiera)          | C     | Jaŭhen Jablonski                |
| 6  | Bosnia ed Erzegovina (bandiera) | C     | Ajdin Redžić                    |
| 7  | Argentina (bandiera)            | C     | Julián Bartolo                  |
| 8  | Grecia (bandiera)               | C     | Theofanīs Tzandarīs             |
| 9  | Stati Uniti (bandiera)          | A     | Nicholas Gioacchini             |
| 10 | Spagna (bandiera)               | C     | Eder González                   |
| 11 | Spagna (bandiera)               | A     | Xesc Crespi                     |
| 13 | Grecia (bandiera)               | D     | Kōnstantinos Triantafyllopoulos |
| 15 | Costa d'Avorio (bandiera)       | D     | Simon Deli                      |
| 16 | Grecia (bandiera)               | P     | Panagiōtīs Tsintōtas            |
| 17 | Finlandia (bandiera)            | D     | Nikolai Alho                    |
| 18 | Nigeria (bandiera)              | D     | Mubaraq Adeshina                |

| N. |                      | Ruolo | Calciatore             |
| -- | -------------------- | ----- | ---------------------- |
| 19 | Spagna (bandiera)    | D     | Pepe Castaño           |
| 20 | Grecia (bandiera)    | C     | Nikolaos Kaltsas       |
| 21 | Grecia (bandiera)    | C     | Panagiōtīs Tzimas      |
| 22 | Spagna (bandiera)    | C     | Miki Muñoz             |
| 26 | Nigeria (bandiera)   | A     | Chidera Okoh           |
| 27 | Algeria (bandiera)   | C     | Samy Faraj             |
| 28 | Francia (bandiera)   | C     | Darnell Eric Bile      |
| 29 | Argentina (bandiera) | D     | Federico Álvarez       |
| 31 | Nigeria (bandiera)   | C     | Ekerette Udom          |
| 33 | Grecia (bandiera)    | P     | Fotis Sgouris          |
| 41 | Italia (bandiera)    | A     | Federico Macheda       |
| 69 | Nigeria (bandiera)   | D     | Oluwatobiloba Alagbe   |
| 70 | Polonia (bandiera)   | P     | Nikolaos Grammatikakis |
| 71 | Nigeria (bandiera)   | C     | Raymond Adeola         |
| 77 | Grecia (bandiera)    | C     | Nikos Zouglis          |

### Rosa 2023-2024
Aggiornata al 10 ottobre 2023.
| N. |                             | Ruolo | Calciatore             |
| -- | --------------------------- | ----- | ---------------------- |
| 1  | Grecia (bandiera)           | P     | Nikolaos Papadopoulos  |
| 2  | Spagna (bandiera)           | D     | Rubén García           |
| 3  | Grecia (bandiera)           | D     | Diamantīs Chouchoumīs  |
| 4  | Irlanda del Nord (bandiera) | C     | Sean Goss              |
| 6  | Spagna (bandiera)           | C     | José Luis Valiente     |
| 7  | Argentina (bandiera)        | C     | Julián Bartolo         |
| 8  | Argentina (bandiera)        | C     | Juan Munafo (capitano) |
| 9  | Argentina (bandiera)        | A     | Juan Miritello         |
| 10 | Spagna (bandiera)           | C     | Fede Vico              |
| 11 | Spagna (bandiera)           | A     | Xesc Crespi            |
| 12 | Spagna (bandiera)           | D     | David Carmona          |
| 14 | Grecia (bandiera)           | A     | Vasilīs Mantzīs        |
| 18 | Spagna (bandiera)           | D     | Pichu Atienza          |
| 19 | Spagna (bandiera)           | D     | Pepe Castaño           |
| 20 | Grecia (bandiera)           | C     | Nikolaos Kaltsas       |

| N. |                                 | Ruolo | Calciatore             |
| -- | ------------------------------- | ----- | ---------------------- |
| 21 | Grecia (bandiera)               | C     | Vasilios Sourlis       |
| 24 | Mali (bandiera)                 | C     | Youba Diarra           |
| 29 | Argentina (bandiera)            | D     | Federico Álvarez       |
| 30 | Croazia (bandiera)              | C     | Dino Grozdanić         |
| 33 | Grecia (bandiera)               | P     | Fotis Sgouris          |
| 39 | Grecia (bandiera)               | D     | Ilias Christopoulos    |
| 40 | Spagna (bandiera)               | C     | Sito                   |
| 45 | Grecia (bandiera)               | D     | Giannīs Christopoulos  |
| 64 | Grecia (bandiera)               | C     | Georgios Prountzos     |
| 69 | Nigeria (bandiera)              | D     | Oluwatobiloba Alagbe   |
| 70 | Polonia (bandiera)              | P     | Nikolaos Grammatikakis |
| 77 | Grecia (bandiera)               | C     | Nikos Zouglis          |
| 87 | Bosnia ed Erzegovina (bandiera) | D     | Ervin Zukanović        |
| 97 | Grecia (bandiera)               | A     | Giorgos Kosteas        |
|    | Finlandia (bandiera)            | D     | Nikolai Alho           |

### Rosa 2022-2023
Aggiornata al 5 marzo 2023.
| N. |                      | Ruolo | Calciatore                 |
| -- | -------------------- | ----- | -------------------------- |
| 1  | Grecia (bandiera)    | P     | Nikolaos Papadopoulos      |
| 2  | Spagna (bandiera)    | D     | Rubén García               |
| 3  | Grecia (bandiera)    | D     | Chrīstos Tasoulīs          |
| 6  | Spagna (bandiera)    | C     | José Luis Valiente         |
| 7  | Brasile (bandiera)   | C     | Léo Tilica                 |
| 8  | Argentina (bandiera) | C     | Juan Munafo                |
| 9  | Argentina (bandiera) | A     | Jerónimo Barrales          |
| 10 | Spagna (bandiera)    | C     | Eneko Capilla              |
| 11 | Spagna (bandiera)    | A     | Crespi                     |
| 12 | Spagna (bandiera)    | D     | David Carmona              |
| 14 | Spagna (bandiera)    | C     | Dani Santafé               |
| 17 | Argentina (bandiera) | C     | Walter Iglesias (capitano) |
| 18 | Spagna (bandiera)    | D     | Pichu Atienza              |
| 19 | Spagna (bandiera)    | D     | Pepe Castaño               |
| 20 | Argentina (bandiera) | C     | Facundo Bertoglio          |
| 22 | Spagna (bandiera)    | A     | Asier Benito               |

| N. |                                 | Ruolo | Calciatore           |
| -- | ------------------------------- | ----- | -------------------- |
| 23 | Spagna (bandiera)               | C     | Adrián Riera         |
| 25 | Germania (bandiera)             | C     | Michael Gardawski    |
| 28 | Spagna (bandiera)               | C     | Juan Domínguez       |
| 29 | Argentina (bandiera)            | D     | Federico Álvarez     |
| 33 | Grecia (bandiera)               | P     | Fotis Sgouris        |
| 39 | Grecia (bandiera)               | D     | Ilias Christopoulos  |
| 40 | Spagna (bandiera)               | C     | Sito                 |
| 54 | Ucraina (bandiera)              | A     | Ivan Demydenko       |
| 64 | Grecia (bandiera)               | C     | Georgios Prountzos   |
| 69 | Nigeria (bandiera)              | D     | Oluwatobiloba Alagbe |
| 73 | Argentina (bandiera)            | C     | Julián Bartolo       |
| 87 | Bosnia ed Erzegovina (bandiera) | D     | Ervin Zukanović      |
| 88 | Polonia (bandiera)              | A     | Bagus Kahfi          |
| 97 | Grecia (bandiera)               | A     | Giorgos Kosteas      |
| 99 | Grecia (bandiera)               | P     | Antōnīs Tsiftsīs     |
|    | Camerun (bandiera)              | A     | Kévin Soni           |

### Rosa 2021-2022
Aggiornata al 8 novembre 2021.
| N. |                      | Ruolo | Calciatore                 |
| -- | -------------------- | ----- | -------------------------- |
|    | Grecia (bandiera)    | P     | Nikolaos Papadopoulos      |
|    | Spagna (bandiera)    | D     | Rubén García               |
|    | Grecia (bandiera)    | D     | Chrīstos Tasoulīs          |
|    | Grecia (bandiera)    | D     | Triantafyllos Pasaridīs    |
|    | Spagna (bandiera)    | C     | José Luis Valiente         |
|    | Brasile (bandiera)   | A     | Léo Tilica                 |
|    | Argentina (bandiera) | C     | Juan Munafo                |
|    | Argentina (bandiera) | A     | Jerónimo Barrales          |
|    | Spagna (bandiera)    | C     | Eneko Capilla              |
|    | Spagna (bandiera)    | A     | Francesc Regis             |
|    | Spagna (bandiera)    | D     | David Carmona              |
|    | Spagna (bandiera)    | C     | Dani Santafé               |
|    | Argentina (bandiera) | C     | Walter Iglesias (capitano) |
|    | Spagna (bandiera)    | D     | Pichu Atienza              |
|    | Spagna (bandiera)    | D     | Pepe Castaño               |
|    | Argentina (bandiera) | C     | Rodrigo Gómez              |
|    | Nigeria (bandiera)   | A     | Sudais Ali Baba            |
|    | Spagna (bandiera)    | A     | Asier Benito               |
|    | Spagna (bandiera)    | C     | Adrián Riera               |

| N. |                      | Ruolo | Calciatore               |
| -- | -------------------- | ----- | ------------------------ |
|    | Grecia (bandiera)    | C     | Geōrgios Kanellopoulos   |
|    | Camerun (bandiera)   | A     | Kévin Soni               |
|    | Argentina (bandiera) | D     | Federico Álvarez         |
|    | Grecia (bandiera)    | P     | Fōtīs Sgourīs            |
|    | Grecia (bandiera)    | D     | Georgios Papadopoulus    |
|    | Grecia (bandiera)    | D     | Īlias Christopoulos      |
|    | Spagna (bandiera)    | A     | Sito                     |
|    | Grecia (bandiera)    | D     | Georgios Antzoulas       |
|    | Grecia (bandiera)    | D     | Alexandros Kardarīs      |
|    | Grecia (bandiera)    | D     | Ajdi Dajko               |
|    | Grecia (bandiera)    | D     | Giannīs Christopoulos    |
|    | Grecia (bandiera)    | P     | Nikolaos Grammatikakis   |
|    | Nigeria (bandiera)   | C     | Mubaraq Adeshina         |
|    | Grecia (bandiera)    | A     | Nikolaos Zouglis         |
|    | Grecia (bandiera)    | A     | Marios Dervisi           |
|    | Grecia (bandiera)    | P     | Stelios-Rafaīl Valindras |
|    | Grecia (bandiera)    | C     | Thanasīs Michopoulos     |
|    | Grecia (bandiera)    | C     | Charalampos Kallantzi    |
|    | Grecia (bandiera)    | P     | Antōnīs Tsiftsīs         |

## Palmarès

### Competizioni nazionali
- Beta Ethniki: 1

2006-2007
- Gamma Ethniki: 1

2005-2006 (gruppo 1)
- Delta Ethniki: 1

2004-2005 (gruppo 9)

### Altri piazzamenti
- Campionato greco:

Terzo posto: 2012-2013
- Coppa di Grecia:

Finalista: 2012-2013
Semifinalista: 2008-2009, 2011-2012, 2018-2019, 2024-2025

## Statistiche e record

### Statistiche nelle competizioni UEFA
Tabella aggiornata alla fine della stagione 2018-2019.
| Competizione                  | Partecipazioni | G  | V | N  | P  | RF | RS |
| ----------------------------- | -------------- | -- | - | -- | -- | -- | -- |
| Coppa UEFA/UEFA Europa League | 5              | 26 | 5 | 11 | 10 | 30 | 42 |

## Rose delle stagioni precedenti
- 2015-2016
- 2011-2012